# Lothar W. Kroh
Lothar W. Kroh (* 14. Februar 1951 in Marienberg, Erzgeb.) ist ein deutscher Chemiker und war von 1993 bis 2019 Professor für Lebensmittelchemie an der Technischen Universität Berlin.

## Leben
Lothar W. Kroh studierte Chemie an der Humboldt-Universität zu Berlin und promovierte 1981 bei Günter Westphal über ein Thema zur Synthese von N-Glycosiden des Thioharnstoffs zum Dr. rer. nat. Seine Habilitation erlangte er 1986 mit einer Arbeit über die Maillard-Reaktion. 1988 wurde er Hochschuldozent an der Humboldt-Universität zu Berlin und 1993 erfolgte die Berufung zum Universitätsprofessor für Lebensmittelchemie und Analytik an der Technischen Universität Berlin.
2019 wurde Kroh von der Gesellschaft Deutscher Chemiker mit der Joseph-König-Gedenkmünze für seine Verdienste um die Förderung des Faches Lebensmittelchemie national und international sowie in Anerkennung seiner wissenschaftlichen Aktivitäten ausgezeichnet.

## Arbeiten
Kroh forscht über die molekularen Grundlagen der Farbbildung in Lebensmitteln (Karamellisierung und Maillard-Reaktion) und antioxidative Eigenschaften von Zuckerabbauprodukten mittels Elektronenspinresonanz. Daneben beschäftigt er sich mit Struktur-Wirkungs-Beziehungen von sekundären Pflanzenstoffen wie Polyphenolen und Glucosinolaten.

## Veröffentlichungen
Kroh publizierte seine Forschungsergebnisse in nationalen und internationalen wissenschaftlichen Zeitschriften.
Als Autor und Herausgeber war er tätig für:
- Schnellmethoden zur Beurteilung von Lebensmitteln und ihren Rohstoffen, Behr’s-Verlag, Hamburg (2004), ISBN 3-89947-120-2, gemeinsam mit Werner Baltes;
- Analytik von Bedarfsgegenständen, Behr’s Verlag, Hamburg (2007) ISBN 978-3-89947-338-4;
- Quality of Processed Plant Food, Optical Monitoring of Fresh and Processed Agricultural Crops – Basics and Applications for a better understanding of Non-Destructive Sensing, M. Zude (Hrsg.), CRC Press, Tayler & Francis Group, Boca Raton (2008) ISBN 1-4200-5402-3, gemeinsam mit Sascha Rohn;
- Angewandte instrumentelle Lebensmittelanalytik, Behr‘s Verlag, Hamburg (2019) ISBN 978-3-95468-651-3, gemeinsam mit Stephan Drusch und Reinhard Matissek.

## Akademische Tätigkeiten
Kroh ist Mitglied im Präsidium der Deutschen Lebensmittelbuchkommission am Bundesministerium für Ernährung und Landwirtschaft und Mitglied im Deutschen Nationalkomitee der ICUMSA.
Kroh war viele Jahre Geschäftsführender Direktor des Instituts für Lebensmittelchemie, dem späteren Institut für Lebensmitteltechnologie und Lebensmittelchemie. Von 2007 war Kroh Prodekan und 2009 bis 2012 Dekan der Fakultät Prozesswissenschaften der TU Berlin.